# São Cristóvão de Lafões
São Cristóvão de Lafões ist ein Ort und eine ehemalige Gemeinde (Freguesia) im portugiesischen Kreis São Pedro do Sul. Die Gemeinde hatte 192 Einwohner (Stand 30. Juni 2011).
Am 29. September 2013 wurden die Gemeinden São Cristóvão de Lafões und Santa Cruz da Trapa zur neuen Gemeinde União das Freguesias de Santa Cruz da Trapa e São Cristóvão de Lafões zusammengeschlossen.